# Электрическая ёмкость
Электри́ческая ёмкость — характеристика проводника, мера его способности аккумулировать электрический заряд. В теории электрических цепей ёмкостью называют взаимную ёмкость между двумя проводниками; параметр ёмкостного элемента электрической схемы (конденсатора), представленного в виде двухполюсника. 
В Международной системе единиц (СИ) ёмкость измеряется в фарадах, общепринятое обозначение ёмкости: {\displaystyle C}.
Ёмкость рассчитывается как отношение величины электрического заряда к разности потенциалов между проводником и бесконечностью или между проводниками
{\displaystyle C={\frac {Q}{\varphi -\varphi _{ref}}}},
где {\displaystyle Q} — заряд, {\displaystyle \varphi } — потенциал проводника, {\displaystyle \varphi _{ref}} — потенциал другого проводника или потенциал на бесконечности (как правило, принимаемый за нуль).  
Ёмкость зависит от геометрии и формы проводников и электрических свойств окружающей среды (её диэлектрической проницаемости). 

## Определение. Некоторые формулы
Для одиночного проводника ёмкость равна отношению заряда проводника к его потенциалу в предположении, что все другие проводники бесконечно удалены и что потенциал бесконечно удалённой точки принят равным нулю. В математической форме данное определение имеет вид
{\displaystyle C={\frac {Q}{\varphi }}},
где {\displaystyle Q} — заряд, {\displaystyle \varphi } — потенциал проводника. К примеру, ёмкость проводящего шара (или сферы) радиуса {\displaystyle R} равна (в системе СИ):
{\displaystyle C=4\pi \varepsilon _{0}\varepsilon _{r}R,}
где {\displaystyle \varepsilon _{0}} — электрическая постоянная (8,854⋅10−12 Ф/м), {\displaystyle \varepsilon _{r}} — относительная диэлектрическая проницаемость.
| Вывод формулы Известно, что {\displaystyle \varphi _{1}-\varphi _{2}=\int _{1}^{2}E\,dl\Rightarrow \varphi =\int _{R}^{\mathcal {\infty }}E\,dl={\frac {1}{4\pi \varepsilon _{r}\varepsilon _{0}}}\int _{R}^{\mathcal {\infty }}{\frac {q}{r^{2}}}\,dr={\frac {1}{4\pi \varepsilon \varepsilon _{0}}}{\frac {q}{R}}.} Так как {\displaystyle C={\frac {q}{\varphi }}}, то подставив сюда найденный {\displaystyle \varphi }, получим, что {\displaystyle C=4\pi \varepsilon _{0}\varepsilon _{r}R}. |

Для системы из двух проводников, разделённых диэлектриком или вакуумом и обладающих равными по числу, но противоположными по знаку зарядами {\displaystyle \pm Q}, ёмкость (взаимная ёмкость) определяется как отношение величины заряда к разности потенциалов проводников. Если принять потенциал одного из проводников за нуль, формула {\displaystyle C=Q/\varphi } останется в силе и для этого случая. 
Дискретный элемент электрической цепи на базе вышеописанной системы, обладающий значительной ёмкостью, называется конденсатором. Два проводника при этом именуются обкладками.
Для плоского конденсатора ёмкость равна:
{\displaystyle C=\varepsilon _{0}\varepsilon _{r}{\frac {S}{d}}},
где {\displaystyle S} — площадь обкладки (подразумевается, что обкладки одинаковы), {\displaystyle d} — расстояние между обкладками.
Электрическая энергия, запасённая конденсатором, составляет
{\displaystyle W={\frac {CU^{2}}{2}}},
где {\displaystyle U} — напряжение между обкладками.

## Обозначение и единицы измерения
Ёмкость принято обозначать большой латинской буквой {\displaystyle C} (от лат. capacitas — ёмкость, вместимость).
В системе единиц СИ ёмкость выражается в фарадах, сокращённо «Ф». Проводник обладает ёмкостью в один фарад, если при величине потенциала его поверхности один вольт этот проводник несёт заряд в один кулон. Один фарад — очень большая ёмкость, реальные проводники обладают ёмкостью порядка нано- или микрофарад. «Фарад» назван в честь английского физика Майкла Фарадея.
Единицей измерения ёмкости в системе СГС является сантиметр. Соотношение: 1 см ёмкости ≈ 1,1126 пФ; 1 Ф = 8,988×1011 см ёмкости.

## Свойства ёмкости
- Ёмкость всегда положительна[3], за исключением случаев некоторых структур с сегнетоэлектриками.
- Ёмкость зависит только от геометрических размеров проводника и диэлектрических свойств среды (для конденсатора — заполняющего его материала изолятора).
- Ёмкость опосредованно зависит от температуры и частоты сигнала (через зависимость проницаемости среды {\displaystyle \varepsilon _{r}} от соответствующих величин).
- В случае среды с постоянными значениями {\displaystyle \varepsilon _{r}} ёмкость является константой, но в случае нелинейной среды, когда {\displaystyle \varepsilon _{r}} зависит от напряжённости электрического поля, ёмкость будет изменяться с напряжением.
- Применительно к цепи синусоидального тока с частотой {\displaystyle \omega }, элементу «ёмкость» может быть приписано реактивное сопротивление {\displaystyle X_{C}=\omega ^{-1}C^{-1}}.
- Напряжение на ёмкости не может изменяться скачком[4].

## Дифференциальная ёмкость
Дифференциальной (малосигнальной) ёмкостью называется производная от заряда проводника по потенциалу
{\displaystyle C_{\text{diff}}={\frac {dQ}{d\varphi }}\approx {\frac {\Delta Q}{\Delta \varphi }}},
которая определяется для выбранных условий {\displaystyle \varphi =\varphi _{0}}. Эта величина характеризует изменение напряжения при малом изменении заряда. Если зависимость заряда от потенциала линейна, то {\displaystyle C_{\text{diff}}=C}, но практически встречаются и более сложные случаи.
Широкое распространение получили измерения так называемых вольт-фарадных характеристик структур металл-диэлектрик-полупроводник — зависимостей {\displaystyle C_{\text{diff}}(\varphi )} при разных частотах {\displaystyle \omega } изменения потенциала со временем {\displaystyle t} по закону {\displaystyle \varphi =\varphi _{0}+\Delta \varphi \,\sin(\omega t)}. Такие измерения дают важную информацию о качестве диэлектрика.

## Электрическая ёмкость некоторых систем
Вычисление электрической ёмкости системы требует решение Уравнения Лапласа ∇2φ = 0 с постоянным потенциалом φ на поверхности проводников.
Это тривиально в случаях с высокой симметрией. Нет никакого решения в терминах элементарных функций в более сложных случаях.
В квазидвумерных случаях аналитические функции отображают одну ситуацию на другую, электрическая ёмкость не изменяется при таких отображениях. См. также Отображение Шварца — Кристоффеля.
| Вид                                         | Ёмкость | Комментарий |
| ------------------------------------------- | --- | --- |
| Плоский конденсатор                         | {\displaystyle {\frac {\varepsilon S}{4\pi d}}} | S: Площадь d: Расстояние                                                                                        |
| Два коаксиальных цилиндра                   | {\displaystyle {\frac {\varepsilon l}{\log \left(R_{2}/R_{1}\right)}}} | l : Длина R1: Радиус R{\displaystyle _{2}}: Радиус                                                              |
| Две параллельные проволоки                  | {\displaystyle {\frac {\varepsilon l}{4\operatorname {arcosh} \left({\frac {d}{2a}}\right)}}={\frac {\varepsilon l}{2\log \left({\frac {d}{2a}}+{\sqrt {{\frac {d^{2}}{4a^{2}}}-1}}\right)}}} | a: Радиус d: Расстояние, d > 2a                                                                                 |
| Проволока параллельна стене                 | {\displaystyle {\frac {\varepsilon l}{2\operatorname {arcosh} \left({\frac {d}{a}}\right)}}={\frac {\varepsilon l}{4\log \left({\frac {d}{a}}+{\sqrt {{\frac {d^{2}}{a^{2}}}-1}}\right)}}} | a: Радиус d: Расстояние, d > a l: Длина                                                                         |
| Две параллельные копланарные полосы         | {\displaystyle \varepsilon l{\frac {K\left({\sqrt {1-k^{2}}}\right)}{8\pi K\left(k\right)}}} | d: Расстояние w1, w{\displaystyle _{2}}: Ширина полос km: d/(2wm+d) k2: k1k2 K: Эллиптический интеграл l: Длина |
| Два концентрических шара                    | {\displaystyle {\frac {\varepsilon }{{\frac {1}{R_{1}}}-{\frac {1}{R_{2}}}}}} | R1: Радиус R2: Радиус                                                                                           |
| Два шара одинакового радиуса                | {\displaystyle {\frac {\varepsilon a}{2}}\sum _{n=1}^{\infty }{\frac {\sinh \left(\log \left(D+{\sqrt {D^{2}-1}}\right)\right)}{\sinh \left(n\log \left(D+{\sqrt {D^{2}-1}}\right)\right)}}} {\displaystyle {\frac {\varepsilon a}{2}}\left\{1+{\frac {1}{2D}}+{\frac {1}{4D^{2}}}+{\frac {1}{8D^{3}}}+{\frac {1}{8D^{4}}}+{\frac {3}{32D^{5}}}+O\left({\frac {1}{D^{6}}}\right)\right\}} {\displaystyle ={\frac {\varepsilon a}{2}}\left\{\log 2+\gamma -{\frac {1}{2}}\log \left({\frac {d}{a}}-2\right)+O\left({\frac {d}{a}}-2\right)\right\}} | a : Радиус d: Расстояние, d > 2a D = d/2a γ: Постоянная Эйлера                                                  |
| Шар вблизи стены                            | {\displaystyle \varepsilon a\sum _{n=1}^{\infty }{\frac {\sinh \left(\ln \left(2D+{\sqrt {D^{2}-1}}\right)\right)}{\sinh \left(n\ln \left(2D+{\sqrt {D^{2}-1}}\right)\right)}}} | a: Радиус d: Расстояние, d > a D = d/a                                                                          |
| Шар                                         | {\displaystyle \varepsilon a} | a: Радиус |
| Круглый диск                                | {\displaystyle {\frac {2\varepsilon a}{\pi }}} | a : Радиус |
| Тонкая прямая проволока, ограниченная длина | {\displaystyle {\frac {\varepsilon l}{2\Lambda }}\left\{1+{\frac {1}{\Lambda }}\left(1-\ln 2\right)+{\frac {1}{\Lambda ^{2}}}\left[1+\left(1-\ln 2\right)^{2}-{\frac {\pi ^{2}}{12}}\right]+O\left({\frac {1}{\Lambda ^{3}}}\right)\right\}} | a: Радиус проволоки l: Длина Λ: ln(l/a)                                                                         |

## Эластанс
Величина, обратная ёмкости, называется эластанс (эластичность). Единицей эластичности является дараф (daraf), но он не определён в системе физических единиц измерений СИ.